# 陳調元
陳 調元（ちん ちょうげん、1886年11月12日〈光緒12年10月17日〉 - 1943年〈民国32年〉12月18日）は中華民国の軍人・政治家。北京政府、直隷派に属し、後に国民政府（国民革命軍）に転じた。字は雪暄、雪軒。

## 事跡

### 直隷派での活動
1904年（光緒30年）、北洋速成武備学堂に入学する。卒業後に武昌で陸軍第三中学堂教習に任命された。1909年（宣統元年）、保定陸軍通国速成学堂において地理教官をつとめた。
中華民国成立後の1913年（民国2年）、陳調元は馮国璋の下で軍官として任命された。後に、張宗昌を登用するよう馮に進言し、張とは無二の親友となっている。1916年（民国5年）、第74混成旅旅長に任命され、徐州に駐屯した。
1920年（民国9年）9月、直隷派の江蘇督軍李純から徐海鎮守使に任命され、安徽派の軍と戦った。翌10月に李純が自殺し、斉燮元がこれを後継する。斉と北洋武備学堂時代の同学だった陳はこれを頼り、蘇魯豫皖四省剿匪総司令に任命された。
1925年（民国14年）、奉天派に転じていた張宗昌が徐州に進軍してくると、陳調元は5月に張に降伏し、第6師師長に任命された。しかし、江蘇督軍として南下してきた奉天派の楊宇霆から冷遇されてしまう。これを怨みに思った陳は、同年9月、直隷派の孫伝芳に寝返り、奉天派の臧式毅を捕虜にしている。陳は、孫から第8軍軍長・皖軍総司令に任命され、旧安徽派の軍を吸収した。
1926年（民国15年）4月、中国国民党の北伐軍が江西省方面へ進軍してくると、孫伝芳は陳調元を第5方面軍総指揮に任命し、これを迎撃させた。しかし、孫らの軍は江西で大敗したため、陳は張宗昌を頼り安慶に駐屯した。

### 国民政府での活動

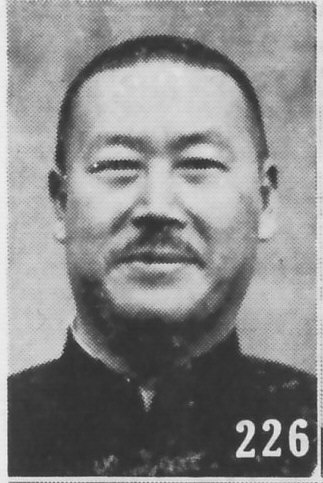
陳調元別影（『最新支那要人伝』1941年）

国民党が優位な政治状況であると判断した陳調元は、1927年（民国16年）3月5日、国民党側への帰服を宣言した。そして、国民革命軍第37軍軍長兼北路総指揮に任命されている。同年4月12日の上海クーデターでも、蔣介石に協力して、安慶の共産党員を粛清している。11月、陳は安徽省政府主席に任命された。さらに1928年（民国17年）4月には、第1集団軍第2軍団総指揮として、北伐の最終段階に参戦して軍功をあげている。その後、国民革命軍全体の軍縮に伴い、陳は第46師師長に異動した。
1929年（民国18年）5月、山東省政府主席に任命される。反蔣介石派との戦いでは、総予備隊軍団総指揮、右翼軍総指揮などとして勇戦し、蔣の勝利に貢献した。その後も安徽省で共産党掃討作戦に従事したが、軍費調達のために苛酷な統治を行ったため、省内各界人士が南京に直接訴願に赴くという事態を招いてしまった。この結果、1932年（民国21年）4月に、陳は事実上更迭され、国民政府委員に左遷されている。1934年（民国23年）1月、贛粤閩湘鄂剿匪予備軍総司令に任命された。同年12月、軍事参議院院長に異動している。
1936年（民国25年）、陳調元は、蔣介石に随従して西安を訪問した。しかし、その際に西安事変が発生し、張学良により蔣や他の随員たちと共に一時拘禁されてしまった。事件後、陳は病に罹患し、軍事参議院院長の地位にこそ留まったものの職務にはとりかかれず、政界・軍界から事実上引退した。
1943年（民国32年）12月18日、重慶市北碚で病没。享年58（満57歳）。